# The Beast with a Million Eyes
The Beast with a Million Eyes (anche conosciuto con il titolo The Beast with 1,000,000 Eyes) è un film di fantascienza statunitense del 1955 diretto da David Kramarsky, Roger Corman e Lou Place, questi ultimi non accreditati.
Il film è stato co-prodotto da Roger Corman e Samuel Z. Arkoff. e venne distribuito nei cinema statunitensi dalla American Releasing Corporation, che in seguito divenne l'American International Pictures.

## Trama
La famiglia Kelley lotta per sopravvivere nel loro piccolo ranch di datteri, situato in un desolato paesaggio desertico, ben lontano dalla civiltà. Dopo che un oggetto misterioso si schianta nelle vicinanze gli animali, sia selvatici che domestici, iniziano ad attaccare i membri della famiglia. Anche il tuttofare della fattoria muta il loro comportamento. Scoperto che un alieno ha preso il controllo della mente degli animali della zona come parte del suo piano per conquistare la Terra, la famiglia si lega ancora di più e riesce a sconfiggere la minaccia aliena.

## Produzione
Secondo quanto riferito, il film era basato su una sceneggiatura chiamata The Unseen di Tom Filer. Roger Corman era attratto dal progetto perché nella bozza originale della sceneggiatura non si vedeva nessun mostro, il che significava che il film poteva essere realizzato a buon mercato.
Nell'aprile 1955 fu annunciato su Variety che il film sarebbe stato il primo realizzato dalla Pacemaker Productions, una nuova società formata da Roger Corman. A quel punto il film era stato ribattezzato The Beast with a Million Eyes. Sarebbe stato prodotto e diretto da David Kamarsky, l'ex assistente di Corman, mentre Corman sarebbe stato il produttore esecutivo. Corman avrebbe invece dovuto dirigere Cobra in India (quel film non è mai stato realizzato). Il casting di Paul Birch fu annunciato nell'aprile 1955.
The Beast with a Million Eyes è stato il terzo di un contratto di tre film che Roger Corman aveva stipulato con l'American Releasing Company dopo The Fast and the Furious (1955) e Cinque colpi di pistola (1955). Secondo quanto riferito, il superamento dei costi di Cinque colpi di pistola significava che rimanevano solo $ 29.000 per realizzare il film per la Pacemaker Productions.
Secondo quanto riferito, il titolo Beast with a Million Eyes venne deciso dal presidente della American Releasing Company James H. Nicholson. Il suo titolo e il suo trattamento hanno richiesto agli espositori cinematografici di firmare prima di vedere il film finito.
Secondo quanto riferito, The Beast with a Million Eyes inizialmente era un film diretto in maniera non sindacale da una sceneggiatura originariamente intitolata The Unseen, con Lou Place come regista. Dopo un giorno di riprese, il sindacato ha minacciato di interrompere la produzione a meno che tutti non firmassero con la Guild. Roger Corman, che stava producendo, ha assunto la direzione del film e ha sostituito il direttore della fotografia con Floyd Crosby; tuttavia Corman non ha avuto alcun credito ufficiale sullo schermo.
Un'altra versione di questa storia vede Corman che assegna i compiti di regia a Dave Kramarsky, il suo regista associato in Cinque colpi di pistola.
Le riprese si sono svolte a Indio e nella Valle di Coachella, in California. Corman ha girato 48 pagine di interni in soli due giorni in uno studio su La Cienega Blvd. a Los Angeles.

### Paul Blaisdell
Quando il vicepresidente della società Samuel Z. Arkoff ha ricevuto The Beast with a Million Eyes, era scontento che non contenesse nemmeno "la bestia" implicita nel titolo. Paul Blaisdell, responsabile degli effetti speciali del film, venne assunto per creare un'astronave alta tre piedi (con "bestia" aliena) per 200 miseri dollari. In particolare, il direttore artistico era Albert S. Ruddy, che in seguito avrebbe vinto due Premi Oscar per Il padrino (1972) e Million Dollar Baby (2004).
È stato il primo mostro di Blaisdell realizzato per i film. In seguito ha detto:
La creatura vista nell'ultima bobina... era in realtà lo schiavo della Bestia, che non aveva un aspetto fisico. Ha usato un essere di un altro sistema stellare per pilotare la sua nave, ma questo fatto non si riflette molto bene nella sceneggiatura. La creatura era un automa ed era abbastanza capace di fare molto di più di quanto gli fosse permesso fare nel film. Era alto circa diciotto pollici, costruito con le stesse dimensioni di King Kong. Sfortunatamente, tutte le sue scene sono state girate in una decina di minuti, con angoli di ripresa sbagliati e tutto il resto. Ma è solo una di quelle cose che accadono in un quadro a basso budget.
Secondo Alex Gordon, quando il film è stato proiettato per la prima volta, Joseph E. Levine, allora un distributore, ha offerto a Nicholson $ 100.000 per distruggere il film e realizzarne uno nuovo più in linea con la campagna pubblicitaria. Gordon dice che James Nicholson ha trascorso due settimane analizzando il film e grattando il negativo per farlo sembrare un fulmine da aggiungere alle qualità drammatiche del film.

### Colonna sonora
Il budget esiguo significava che la musica in The Beast with a Million Eyes, attribuita a "John Bickford", è in realtà una raccolta di spunti di biblioteca di dischi di pubblico dominio dei compositori classici Richard Wagner, Dimitri Shostakovich, Giuseppe Verdi, Sergei Prokofiev e altri, utilizzati per sostenere il costo di una partitura originale o di spunti protetti da copyright.

## Distribuzione
Il film è stato distribuito in diversi paesi con titoli e date differenti:
- USA 15 Giugno 1955 The Beast with a Million Eyes
- Germania Ovest 12 Gennaio 1961 Ausgeburt der Hölle
- Argentina La bestia de 1,000,000 de ojos
- Brasile A Besta do Milhão de Olhos
- Venezuela La bestia de un millón de ojos

## Accoglienza

### Incassi
Girato con un budget di $33.000 o, secondo altre fonti, di $20.000, il film incassò ai botteghini 100.000 dollari.

### Critica
Lo storico del cinema Leonard Maltin ha definito The Beast with a Million Eyes, "Un melodramma fantascientifico, anche se mal eseguito, con ambientazione nel deserto; un gruppo di persone è costretto a confrontarsi con un alieno in grado di controllare un numero illimitato di animali, da cui il titolo." Ha inoltre descritto il film come "(una) prima produzione di Roger Corman (che) presenta il primo mostro cinematografico di Paul Blaisdell." Nel 2007 la Metro-Goldwyn-Mayer ha venduto The Beast with a Million Eyes come parte del suo catalogo DVD Midnight Movies come doppio lungometraggio con The Phantom from 10,000 Leagues (1955).